# Réserve écologique André-Michaux
La réserve écologique André-Michaux est située à Denholm, sur la rive de la rivière Gatineau.  Cette réserve écologique a pour but de protéger des écosystèmes typiques de la basse Gatineau soit des peuplements d'érablières à tilleul et d'érablières à bouleau jaune.  Le nom de la réserve rend hommage à André Michaux (1746-1803) qui était un botaniste et un explorateur français. Il collecta de nombreuses plantes de la vallée de la Gatineau et de l’outaouais et publia Flora Boreali-Americana en 1803.